# Byttneria erosa
Byttneria erosa är en malvaväxtart som beskrevs av François Gagnepain. Byttneria erosa ingår i släktet Byttneria och familjen malvaväxter. Inga underarter finns listade i Catalogue of Life.